# Imad Ali
Imad Ali Chalil (arab. عماد علي خليل) – egipski zapaśnik walczący w obu stylach. Srebrny i brązowy medalista mistrzostw Afryki w 1982. Szósty na igrzyskach śródziemnomorskich w 1983. Piąty w Pucharze Świata w 1982 roku.